# 李時英
李 時英（Lee Si Young、イ・シヨン、1949年8月6日 - ）は韓国の詩人。全羅南道求礼郡出身。

## 略歴
1949年8月6日、全羅南道求礼郡に生まれる。1969年、中央日報新春文芸に時調『수(繍)』が当選、同年『月刊文学』新人賞に詩『채탄(採炭)』が当選し、登壇した。
李の詩の特徴は民衆的現実に基づいた現実批判の声である。1970年代の暴圧的な政治状況に抵抗した民衆の生活と思想を叙事的骨格の話すような詩にすることで、独特なリアリズム詩をみせた。1980年以降は、短い叙情詩を通じて民衆の希望を詠った。まるで仏教の禪詩のように高度に圧縮された形式の中で深い象徴性のある詩を発表した。
創作と批評社の編集長、副社長、民族文学作家会議のメンバー、中央大芸術大学院の教授、壇北大国際文芸創作センターのセンター長などを歴任した。

## 年譜
- 1949年8月6日、全羅南道求礼郡に生まれる。[1]
- 1969年、中央日報新春文芸に時調『수(繍)』が当選、同年『月刊文学』新人賞に詩『채탄(採炭)』が当選し、登壇。
- 1996年、鄭芝溶文学賞受賞。
- 1998年、第11回東西文学賞受賞。
- 2007年、文化観光部文化芸術賞受賞。
- 2012年、第1回朴在森文学賞受賞。
- 2012年、第27回満海文学賞受賞。

## 代表作品
- 1976年、만월(満月) [3][4]
- 1986年、바람 속으로(風の中に)
- 1988年、길은 멀다 친구여(道は長いよ友よ)
- 1989年、피뢰침과 심장(避雷針と心臓)
- 1991年、이슬 맺힌 사랑 노래(露結ぶ愛の詩)
- 1994年、무늬(模様)
- 1996年、사이(間)
- 1997年、조용한 푸른 하늘(静かな青い空)
- 2003年、은빛 호각(銀色呼子)
- 2004年、바다 호수(海湖)
- 2005年、아르갈의 향기(アルガルの香り)
- 2007年、우리의 죽은 자들을 위해(我が死んだ人のために)